# Fokker F60
Il Fokker F60 è un aereo bimotore turboelica monoplano ad ala alta sviluppato dall'azienda aeronautica olandese Fokker negli anni novanta.
Inizialmente progettato per il mercato dell'aviazione commerciale e proposto come aereo di linea regionale, venne invece adottato dalla  Koninklijke Luchtmacht, l'aeronautica militare dei Paesi Bassi, nel ruolo di aereo da trasporto tattico, rimanendo in linea per il decennio successivo.

## Storia del progetto
Il Fokker F60 è una versione allungata del Fokker F50. Il nuovo è facilmente riconoscibile per il fatto di avere una fusoliera più lunga, aumentata di 1,62 m, e un grande portello di carico merci sulla parte destra, immediatamente dietro la cabina di pilotaggio. Il Fokker F60 venne costruito solamente in 4 esemplari, tutti consegnati alla Reale forza aerea olandese.
Oltre ai quattro Fokker F60 realizzati, un quinto era in costruzione, ma il fallimento della Fokker nel 1996 interruppe i lavori.

## Impiego operativo
Le consegne iniziarono nel giugno 1996, con i primi due esemplari destinati alla Koninklijke Luchtmacht opportunamente allestiti per trasportare fino a 45 soldati armati o 24 feriti su barella su una distanza massima di 3 250 km (1 750 nmi)
Ai primi due si aggiunsero gli altri due, acquisendo in servizio la numerazione progressiva da U-01 a U-04 e, aggregati allo squadrone 334 di stanza a Eindhoven, utilizzati nel ruolo di aereo da trasporto tattico tra il 1996 e il 2007, anno in cui vennero radiati per essere sottoposti a lavori di ammodernamento e riallestimento.
Nel 2010 la Marina de Guerra del Perú annunciò l'acquisto di due esemplari della versione MPA da assegnare alla propria Aviación Naval con compiti di pattugliamento marittimo, affiancando i Beechcraft B200 e Fokker F27 già in linea. I primi due F60 MPA vennero consegnati nel luglio di quello stesso anno, ai quali seguirono gli altri due esemplari, tutti con nuova immatricolazione militare da AE563 a AE566.

## Utilizzatori
Paesi Bassi
- Koninklijke Luchtmacht

 Perù
- Marina de Guerra del Perú

2 F60 MPA da pattugliamento marittimo e 2 F60 UTI da trasporto acquisiti nel 2010.